# Portunoidea
Portunoidea (лат.) — надсемейство морских и солоноватоводных крабов, включающее семейство Portunidae, плавающих крабов.
Карапакс довольно плоский и гладкий, ширина превосходит длину, форма шестиугольная, субшестиугольная, прямоугольная или поперечно-овальная. Он обычно шире всего между задними шипами переднего края; этих шипов может быть до 9 пар, с несколькими более мелкими прямо над головой, хотя у некоторых видов они вообще отсутствуют.
У некоторых представителей первый сегмент последней ходильной ноги плоский, служащий для плавания. Клешни обычно массивные, а у некоторых последняя пара ходильных ног имеет яйцевидные последние сегменты. Грудные швы между сегментами 4-8 обычно неполные, а у Portunidae восьмой стернит обычно виден, если смотреть снизу, и имеет пениальную бороздку.
У самцов брюшные сомиты либо все свободны, либо с третьего по пятый сращены, часто сохраняя швы. Первый гонопод сильно изогнут, с раздутым и сильно крючковатым основанием.

## Классификация
По данным World Register of Marine Species, на январь 2025 года надсемейство включает 9 семейств и один род неопределённого положения:
- - Garthopilumnus Števčić, 2011
- Brusiniidae Števčić, 1991
- Carcinidae MacLeay, 1838
- Geryonidae Colosi, 1924
- Nautilocorystidae Ortmann, 1893
- Ovalipidae Spiridonov, Neretina & Schepetov, 2014
- Pirimelidae Alcock, 1899
- Polybiidae Paulson, 1875
- Portunidae Rafinesque, 1815
- Thiidae Dana, 1852